# 1353
1353 (MCCCLIII) a fost un an obișnuit al calendarului iulian, care a început într-o zi de joi.

## Evenimente
- Bistrița primește drepturi orășenești.

## Nașteri
- dată necunoscută: Margareta I a Danemarcei  (d. 1412)
- 15 aprilie: Gregorio Dati  (d. 1435)

## Decese
- 2 februarie: Ana de Bavaria  (n. 1329)
- dată necunoscută: Ștefan Lackfi  (n. ?)